# NGC 3718
NGC 3718 (również PGC 35616, UGC 6524 lub Arp 214) – galaktyka spiralna z poprzeczką (SBa/P), znajdująca się w gwiazdozbiorze Wielkiej Niedźwiedzicy w odległości około 52 milionów lat świetlnych od Ziemi. Została odkryta 12 kwietnia 1789 roku przez Williama Herschela. Jest to galaktyka z aktywnym jądrem typu LINER.